# Dainius Gaižauskas
Dainius Gaižauskas (ur. 30 marca 1975 w Mariampolu) – litewski inspektor i polityk. Poseł na Sejm Republiki Litewskiej.

## Życiorys
W 1996 uzyskał tytuł licencjata prawa i Kwalifikacje Oficjalnych Instytucji Spraw Wewnętrznych na Litewskiej Akademii Policji (obecnie Uniwersytet Michała Römera). W 2002 i 2003 roku odbył staż w Państwowej Szkole Policji w Finlandii. W 2006 natomiast odbył staż w Międzynarodowym Centrum Szkolenia Policji w Polsce a następnie w 2007 w Niemczech.
Swoją karierę zawodową rozpoczął w 1996 roku jako młodszy inspektor w Komendzie Policji Kryminalnej i Komendzie Miejskiej i Okręgowej Policji w Mariampolu. W 1997 był inspektorem ds. przestępczości zorganizowanej w Departamencie Policji w Ministerstwie Spraw Wewnętrznych. W latach 1998−2001 był starszym inspektorem w Komendzie Policji Miejskiej i Rejonowej w Mariampolu. W latach 2001–2011 był komisarzem i zastępcą szefa policji kryminalnej w Komendzie Rejonowej Policji w Kalwarii. 2012-2016 - starszy komisarz, szef wydziału ds. Immunitetu, jednostka antykorupcyjna policji na komendzie policji powiatowej w Mariampolu.
W 2016 przyjął propozycję kandydowania do Sejmu z ramienia Litewskiego Związku Rolników i Zielonych. W wyborach w 2016 uzyskał mandat posła na Sejm Republiki Litewskiej.